# لی، بازرس آزادی مشروط
لی، بازرس آزادی مشروط (انگلیسی: Parole Examiner Lee؛‏ کره‌ای: 가석방 심사관 이한신) یک مجموعه تلویزیونی محصول کره جنوبی در سال ۲۰۲۴ با بازی گو سو، کوان یو ری، بک جی وون و لی هاک جو است. این مجموعه از ۱۸ نوامبر تا ۲۴ دسامبر ۲۰۲۴، روزهای دوشنبه و سه‌شنبه ساعت ۲۰:۵۰ (کی‌اس‌تی) از تی‌وی‌ان پخش شد. این مجموعه همچنین برای استریم در ویکی در مناطق منتخب قابل دسترسی است.

## بازیگران
- گو سو در نقش لی هان شین[۴]
- کوان یو ری در نقش آن سو یون[۵]
- بک جی وون در نقش چوی هوا ران[۴]
- لی هاک جو در نقش جی میونگ سوب[۴]
- سونگ یونگ چانگ در نقش جی دونگ مان
- هوانگ ووسول‌هه در نقش چوی وون می
- هوانگ یونگ هی در نقش مادر لی دونگ میونگ[۶]